# 15390 Znojil
15390 Znojil (1997 TJ10) là một tiểu hành tinh vành đai chính được phát hiện ngày 6 tháng 10 năm 1997 bởi P. Pravec ở Đài thiên văn Ondřejov.